# Шаповаловка (Купянский район)
Шаповаловка (укр. Шаповалівка), село, 
Лесностенковский сельский совет, 
Купянский район, 
Харьковская область.
Присоединено к селу Синиха в ? году.

## Географическое положение
Село Шаповаловка находится на левом берегу реки Синиха, 
выше по течению на расстоянии в 2 км расположено село Воронцовка, 
ниже по течению примыкает к селу Синиха.

## Объекты социальной сферы
- Школа.